# Заайдарівська сільська рада
Заайдарівська сільська рада — колишній орган місцевого самоврядування у Новопсковському районі Луганської області з адміністративним центром у с. Заайдарівка.

## Загальні відомості
Історична дата утворення: в 1943 році. Водоймища на території, підпорядкованій даній раді: річка Айдар, Кам'янка.

## Населені пункти
Сільській раді були підпорядковані населені пункти:
- с. Заайдарівка

## Склад ради
Рада складалася з 16 депутатів та голови.